# Mihai Ivăncescu
Mihai Ivăncescu (* 22. März 1942 in Adâncata, Kreis Ialomița; † 2. Januar 2004 in Brașov, Kreis Brașov) war ein rumänischer Fußballspieler. Er absolvierte 209 Spiele in der höchsten rumänischen Fußballliga, der Divizia A, und nahm an der Fußball-Weltmeisterschaft 1970 teil.

## Karriere
Mihai Ivăncescu begann seine Karriere bei Steagul roșu Brașov in der Divizia A und bestritt dort am 24. September 1961 sein erstes Spiel. Da er bei Steagul aber nur selten zum Einsatz kam, wechselte er im Herbst 1962 zum unterklassigen Lokalrivalen Tractorul Brașov, der in der Divizia B spielte. Als er 1964 zu Steagul zurückkehrte, eroberte er sich im Laufe der Saison den gewünschten Stammplatz. Ivăncescu blieb Steagul bis 1973 – auch während eines einjährigen Intermezzos in der Divizia B – treu, ehe er erneut zu Tractorul wechselte und dort seine Karriere im Jahr 1975 beendete.

## Nationalmannschaft
Ivăncescu bestritt nur drei Spiele für die rumänische Fußballnationalmannschaft und war auch zwei Jahre lang nicht mehr zum Einsatz gekommen, als ihn Nationaltrainer Angelo Niculescu für die Fußball-Weltmeisterschaft 1970 in Mexiko nominierte. Dort bestritt er allerdings kein einziges Spiel.

## Erfolge
- WM-Teilnehmer: 1970